# Shinji Murai
Shinji Murai (født 1. december 1979) er en japansk fodboldspiller.

## Japans fodboldlandshold
| Japans landshold | Japans landshold | Japans landshold |
| År               | Kmp              | Mål              |
| ---------------- | ---------------- | ---------------- |
| 2005             | 3                | 0                |
| 2006             | 2                | 0                |
| Total            | 5                | 0                |